# 26e session du Comité du patrimoine mondial
La 26e session du Comité du patrimoine mondial s'est tenue du 24 juin 2002 au 29 juin 2002 à Budapest, en Hongrie.

## Participants
Le bureau du Comité est, pour la session, constitué des pays suivants :
- Présidence : Hongrie
- Vice-présidence : Afrique du Sud, Chine, Égypte, Grèce, Mexique
- Rapporteur : Belgique
- Autres membres : Argentine, Colombie, Corée du Sud, Finlande, Inde, Liban, Nigeria, Oman, Portugal, Royaume-Uni, Russie, Sainte-Lucie, Thaïlande, Zimbabwe,

## Liste

### Inscriptions
Pendant cette session, 9 nouveaux biens sont inscrits au patrimoine mondial,  tous de type culturel,. Pour la première fois, une limite est établie : les pays membres ne peuvent plus proposer l'examen que d'un unique bien et le nombre total de sites à examiner est limité à 30 par session (il est relevé à 45 après 2004). En conséquence, il s'agit du plus petit nombre de nouvelles inscriptions depuis le début des sessions du comité du patrimoine mondial en 1978.
Dans le tableau ci-dessous, les graphies des biens sont celles données par l'UNESCO.
| Id.  | Bien                                                                 | Pays        | Superficie (ha) | Critères et notes | Coordonnées                                               | Illus. |
| ---- | -------------------------------------------------------------------- | ----------- | --------------- | --- | --------------------------------------------------------- | ------ |
| 211  | Minaret et vestiges archéologiques de Djam                           | Afghanistan | 70              | Culturel, (ii), (iii), (iv) Le bien est immédiatement placé sur la liste du patrimoine mondial en péril dès son inscription.                  | 34° 23′ 46″ N, 64° 30′ 58″ E                              |        |
| 1067 | Centres historiques de Stralsund et Wismar                           | Allemagne   | 168             | Culturel, (ii), (iv) | 54° 18′ 50″ N, 13° 05′ 13″ E 53° 53′ 35″ N, 11° 27′ 40″ E |        |
| 1066 | Vallée du Haut-Rhin moyen                                            | Allemagne   | 27 250          | Culturel, (ii), (iv), (v) | 50° 10′ 26″ N, 7° 41′ 38″ E                               |        |
| 954  | Zone Sainte-Catherine                                                | Égypte      | 60 100          | Culturel, (i), (iii), (iv), (vi) | 28° 33′ 22″ N, 33° 58′ 30″ E                              |        |
| 1063 | Paysage culturel historique de la région viticole de Tokaj           | Hongrie     | 13 255          | Culturel, (iii), (v) | 48° 09′ N, 21° 21′ E                                      |        |
| 1056 | Ensemble du temple de la Mahabodhi à Bodhgaya                        | Inde        | 4,86            | Culturel, (i), (ii), (iii), (iv), (vi) | 24° 41′ 46″ N, 84° 59′ 28″ E                              |        |
| 1024 | Villes du baroque tardif de la vallée de Noto (sud-est de la Sicile) | Italie      | 112,79          | Culturel, (i), (ii), (iv), (v) 8 villes : Caltagirone, Catane, Militello in Val di Catania, Modica, Noto, Palazzolo Acréide, Raguse et Scicli | 36° 53′ 35″ N, 15° 04′ 08″ E                              |        |
| 1061 | Ancienne cité maya de Calakmul, Campeche                             | Mexique     | 331 397         | Culturel, (i), (ii), (iii), (iv) | 18° 06′ 18″ N, 89° 48′ 40″ O                              |        |
| 940  | Centre ville historique de Paramaribo                                | Suriname    | 30              | Culturel, (ii), (iv) | 5° 49′ 34″ N, 55° 09′ 14″ O                               |        |

### Extensions
Les limites des deux biens suivants, déjà inscrits au patrimoine mondial, sont étendues de façon significative,,.
| Id. | Bien                                                                                    | Pays       | Superficie (ha) | Critères et notes                                           | Coordonnées                  | Illus. |
| --- | --------------------------------------------------------------------------------------- | ---------- | --------------- | ----------------------------------------------------------- | ---------------------------- | ------ |
| 820 | Parc national de l'île Cocos (es)                                                       | Costa Rica | 199 700         | Naturel, (ix), (x) Extension de la partie maritime du bien. | 5° 31′ 59″ N, 87° 04′ 01″ O  |        |
| 400 | Budapest, avec les rives du Danube, le quartier du château de Buda et l'avenue Andrássy | Hongrie    | 473,3           | Culturel, (ii), (iv) Extension à l'avenue Andrássy.         | 47° 30′ 40″ N, 19° 04′ 16″ E |        |

### Patrimoine en péril
Deux biens sont inscrits sur la liste du patrimoine mondial en péril.
| Id. | Bien                                       | Pays        | Notes | Coordonnées                  | Illus. |
| --- | ------------------------------------------ | ----------- | --- | ---------------------------- | ------ |
| 211 | Minaret et vestiges archéologiques de Djam | Afghanistan | Inscrit lors de cette même session, le bien est directement considéré en péril à la demande de l'Afghanistan lui-même, son état général étant très dégradé et aucun mécanisme de gestion n'étant mis en place, le pays étant alors en pleine guerre. | 34° 23′ 46″ N, 64° 30′ 58″ E |        |
| 193 | Tipasa                                     | Algérie     | Inscrit en 1982, le bien est menacé par le vandalisme, un mauvais entretien et l'urbanisation des environs,. Il est retiré de la liste du patrimoine mondial en péril en 2006, des mesures nécessaires ayant été prises.                             | 36° 33′ 00″ N, 2° 22′ 59″ E  |        |

### Ajournements
L'examen de deux proposition est remise à une date ultérieure.
| Bien                                        | Pays    | Notes | Coordonnées                  | Illus. |
| ------------------------------------------- | ------- | --- | ---------------------------- | ------ |
| Sacri Monti du Piémont et de Lombardie      | Italie  | Examen différé en attente d'un nouveau plan de gestion du site. Inscrit en 2003.                                                       | 45° 58′ 30″ N, 9° 10′ 12″ E  |        |
| El Jadida (Mazagan)                         | Maroc   | Examen différé afin de revoir la zone considérée pour inscription et de proposer un meilleur plan de gestion du site. Inscrit en 2004. | 33° 15′ 25″ N, 8° 30′ 07″ O  |        |
| Églises en bois du sud de la Petite Pologne | Pologne | Examen différé en attente d'un plan de gestion complet des églises. Inscrit en 2003.                                                   | 49° 45′ 29″ N, 21° 13′ 08″ E |        |